# Rhabdomastix usuriensis
Rhabdomastix usuriensis är en tvåvingeart som beskrevs av Alexander 1925. Rhabdomastix usuriensis ingår i släktet Rhabdomastix och familjen småharkrankar. Inga underarter finns listade i Catalogue of Life.